# Vampire Effect
Vampire Effect (Chin gei bin) è un film del 2003 diretto da Dante Lam con la co-direzione di Donnie Yen e la partecipazione straordinaria di Jackie Chan. Nel 2004 ne è stato distribuito un seguito, intitolato La spada e la rosa.

## Trama
In una stazione ferroviaria, Reeve (Ekin Cheng) e Lila (Josie Ho), lottano contro i passeggeri di un treno attaccato dai vampiri, passeggeri che a loro volta si sono trasformati in non-morti. Dopo una sfrenata e acrobatica lotta i due cacciatori affrontano il capo dei non-morti, il temibile duca Dekotes (Mickey Hardt), ma durante lo scontro Lila viene uccisa. Reeve, innamorato della sua compagna, giura dopo la sua perdita di non innamorarsi mai più delle sue partner. Intanto giunge in città Kazaf (Edison Chen), uno dei sei principi vampiro della famiglia reale. Prada (Anthony Wong), il suo maggiordomo e fedele braccio destro, acquista in contanti una vecchia chiesa sconsacrata per farne la loro tana. Poco più tardi, in un ristorante, Kazaf incontra Helen (Charlene Choi) che dopo un'accanita lite con il suo ex, si siede brevemente al suo tavolo. Il principe a subito una cotta per la ragazza e a dispetto dei moniti di Prada, pensa che le qualità di Helen siano superiori a quelle di molte donne della sua stirpe. Reeve si trova all'aeroporto, pronto ad accogliere Gypsy (Gillian Chung), la sua nuova assistente che zelante arriva prima di lui, impaziente di incontrare il suo idolo. Gypsy incomincia a lodare il suo eroe raccontando di come sia entrato nell'”organizzazione” da solo 5 anni e abbia già ucciso 123 vampiri. Si scopre che Helen è la sorella di Reeve e che abita con lui. Helen non è contenta dell'intrusione della nuova arrivata e infatti incominciano a fronteggiarsi fin dall'inizio arrivando perfino ad uno scontro con due bastoni di bambù usati come Chang Gun (bastone lungo cinese) sul tetto del palazzo.
Reeve spiega alla sua nuova partner che durante gli scontri corpo a corpo tra loro e i vampiri, per aumentare le capacità combattive, devono ingerire delle fiale contenenti il sangue dei loro rivali, questo gli garantisce per breve tempo una forza simile a quella delle loro prede, ma bisogna fare attenzione perché se non si assume in tempo un antidoto, che viene camuffato in una bottiglietta di “essenza di banana”, l'effetto del sangue prosegue portando alla trasformazione completa in un vampiro. Reeve si raccomanda inoltre di non aver pietà di nessuno, nemmeno se si trattasse di loro due, qualora dovessero trasformarsi in vampiri. Gypsy però durante un'azione, in cui Reeve assume il sangue vampiresco, si confonde e beve l'antidoto, dando a Reeve una bottiglietta identica contenente però del succo di banna vero. Reeve si trasforma così in vampiro, ma prontamente Gypsy riesce a ferirlo e quindi sedarlo. Reeve fortunatamente dopo la ferita ritorna umano. Nel frattempo Kazaf è riuscito a trovare il numero di cellulare di Helen e si incontra con lei alla luce del giorno, aiutato da un unguento preparato dal fido Prada. Assieme si imbucano al matrimonio di Jackie (Jackie Chan) e Ivy (Karen Mok) e imprevedibilmente contribuiscono a salvarlo da una catastrofe. Successivamente Helen segue Kazaf a casa sua e rimane affascinata dal suo modo di vivere. Kazaf però incomincia a sentirsi debole poiché il sangue speditigli regolarmente dal padre non arriva più e anzi giunge una lettera che comunica al principe che il padre è ora in esilio per colpa del duca Dekotes e che quest'ultimo sta ora uccidendo tutti i principi vampiri per entrare in possesso delle chiavi del “Giorno e la Notte”, un potente libro contenente il sangue di tutti i membri della famiglia reale e che stando alle leggende permette a chi lo possiede di agire alla luce del sole. Il libro viene recapitato a Kazaf insieme alla missiva del padre, con il compito di custodirlo e proteggerlo.
Mentre Gypsy cura il suo amato Reeve, Kazaf incontra nuovamente Helen pronto questa volta a rivelargli la sua vera identità, mettendo così alla prova l'amore che è nato tra i due. Helen però è una ragazza estroversa e nonostante le preoccupazioni del principe si dimostra determinata a continuare la loro relazione. Durante questo incontro però Kazaf si sente male a causa del suo digiuno poiché, non avendo più ricevuto nuove scorte di sangue dal padre, si rifiuta di succhiare il sangue dagli esseri umani. Helen per aiutarlo lo porta nell'ospedale più vicino, dove tentando di rubare delle sacche di sangue, si imbatte in un gruppo di vampiri pronti ad ucciderla. Fortunatamente incontrano Jackie, che avendo un debito con i due ragazzi li aiuta facendoli fuggire in autoambulanza. I vampiri però si l'anciano all'inseguimento a bordo di due moto e dopo una breve corsa i due gruppi si affrontano, Jackie si dimostra comunque all'altezza degli aggressori sfoderando acrobatiche mosse di arti marziali e con l'aiuto di Helen riescono a mettere fuori gioco gli avversasi drogandoli. Dopo aver aiutato Kazaf a ristabilirsi Helen si confida con Gypsy parlandole del suo amore proibito e dopo qualche battuta riesce a trovare l'appoggio della sua nuova “cognatina”. Reeve però non è d'accordo e giunge nelle chiesa pronto a battersi con Kazaf, ma qui trova il suo antico nemico, il duca Dekotes arrivato prima di lui per impadronirsi dell'ultima chiave. Kazaf affronta Dekotes pronto a sacrificarsi per il bee dei suoi amici, mentre Helen e Gypsy si trovano a dover fronteggiare Reeve che dopo essere stato catturato dal duca è divenuto un vampiro. Mentre sopra Dekotes uccide Prada e si impossessa dell'ultima chiave, nello scantinato della chiesa Gypsy si trova costretta ad uccidere il suo amato Reeve per salvare la vita a se stessa e a Helen. Le due ragazze infuriate per la perdita si lanciano in una disperata battaglia contro gli scagnozzi di Dekotes e durante lo scontro, mentre il duca sta aprendo il libro per assimilare il potere contenuto al suo interno, Gypsy afferra una parte consistente di questo potere e l'ingoia diventando una sorta di mezza-vampira molto potente che non senza l'aiuto di Helen riesce ad uccidere il diabolico Dekotes e vendicare così Reeve.
Il principe Kazaf, rimasto stordito durante lo scontro, è fortunatamente ancora vivo, lui Helen e Gypsy ora formano una nuova e temibile squadra di cacciatori di vampiri.

## Curiosità
Nella scena in cui Gypsy impugna la spada per trafiggere Reeve nei cambi di inquadratura si nota come l'elsa sia diversa da una scena all'altra.

## Riconoscimenti
- 2003 - Golden Horse Film Festival
  - Migliori effetti visivi/speciali a Eddy Wong
  - Miglior coreografie action a Donnie Yen
- 2004 - Chinese Film Media Awards
  - Miglior attrice a Charlene Choi
- 2004 - Golden Bauhinia Awards
  - Nomination Miglior fotografia a Cheung Man-po
- 2004 - Hong Kong Film Awards
  - Miglior montaggio a Chan Ki-hop
  - Miglior coreografie action a Donnie Yen
  - Miglior Sound Designer a Kinson Tsang
  - Migliori effetti visivi/speciali a Eddy Wong e Yee Kwok-Leung
  - Nomination Miglior attrice non protagonista a Josie Ho